# Rice Lake, Wisconsin
Rice Lake är en ort (city) i Barron County, Wisconsin, USA. Den omges på alla sidor, förutom en kort sträcka i söder, av en ort (town) som även den heter Rice Lake. 